# Мијоши тријумвират
Мијоши тријумвират (јап. 三好三人衆) био је група јапанских великаша која је управљала кланом Мијоши, Кјотом и шогунатом Ашикага у периоду од смрти Мијоши Нагајошија (1564) до Ода Нобунагиног освајања Кјота (1568).

## Владавина у Кјоту
Након Онинског рата (1467-1477) шогунат Ашикага изгубио је власт у већини провинција у корист локалних феудалних господара (даимјо), али је сачувао власт над Кјотом и пет околних провинција (Кинај). До средине 16. века власт шогуна је и у овим суженим границама постала углавном симболична, прешавши у руке локалних великаша који су присвојили положаје гувернера (шуго-а), а извршну власт у име шогуна вршили су регенти (канреи) из старе аристократске породице Хосокава, која је била у сродству са шогунима Ашикага. Такво стање  релативне стабилности потрајало је до 1549, када су последњег регента збацили његови бивши вазали из породице Мијоши и поставили за гувернера престонице свог савезника Матсунага Хисахиде-а, после чега су шогуни постали обичне марионете, протеривани и смењивани по вољи великаша. Вођа клана Мијоши и стварни диктатор шогуната, Мијоши Нагајоши, умро је 1564. Пошто е његов синовац и наследник Мијоши Јошицугу био сувише млад, власт над кланом Мијоши и шогунатом преузели су његови главни вазали, такозвани Мијоши тријумвират, који су чинили Мијоши Нагајуки, Мијоши Масајасу и Иванари Томомичи. Тринаести шогун Ашикага Јошитеру покушао је да се ослободи диктатуре клана Мијоши тражећи помоћ провинцијских великаша Имагава Јошимото-а, Такеда Шингена, Уесуги Кеншина и других. Због тих напора је убијен (19. маја 1565) у преврату који су организовали клан Мијоши и Матсунага Хисахиде, заједно са братом Суко-ом, који је био опат Зен манастира у Кјоту, док је најмлађи брат, Какеи, који је у то време живео као монах у Нари, успео да избегне смрт. Све до лета 1568, власт у Кјоту била је у рукама Матсунага Хисахиде-а и Мијоши тријумвирата. Они су за 14. шогуна поставили рођака убијеног шогуна Ашикага Јошихиде-а и наставили да владају у његово име.

### Нобунагин поход на Кјото
Упркос уверавањима нових власти у Кјоту да му никаква опасност не прети док је у монашком чину, Какеи је кришом побегао из Наре 28. јула 1565. и склонио се у провинцију Оми (21. новембра 1565), тражећи помоћ од разних провинцијских великаша да дође на власт. У децембру 1565. обратио се писмом (преко Хосокава Фуђитаке) и Ода Нобунаги, господару провинције Овари, који је у то време био заузет освајањем провинције Мино (1661-1667). 17. фебруара 1566. одрекао се монашког чина и узео име Јошиаки. Господар јужног Омија, Сасаки Јотеи, склопио је савез са Мијоши тријумвирима и протерао Ашикага Јошиакија у септембру 1566, па је овај потражио уточиште код  Асакура Јошикаге-а, господара провинције Ечизен, који је такође био незаинтересован за мешање у дворску политику. Најзад је Ода Нобунага, завршивши освајање провинције Мино, прихватио Јошиакијев предлог и 25. јула 1568. довео га у Мино.
Пошто се између Нобунагиних поседа и Кјота налазила провинција Оми, 7. августа 1568. Нобунага и Јошиаки су послали изасланике Сасаки Јотеију, тражећи таоце као јемство за слободан пролаз у Кјото. У замену, Јошиаки је понудио Сасакију положај гувернера престонице када освоји власт: пошто је Сасаки одбио ову понуду, уздајући се у своје замове и помоћ Мијоши Тријумвира из Кјота, 7. септембра Нобунага је кренуо из Гифуа (своје престонице) на челу војске из 4 провинције (Мино, Овари, Микава и Изе), коју су предводили Сакума Уемон, Киношита Токичиро, Нива Горозаемон и Азаи Масазуми, и 11. септембра упао у Оми. Мимоилазећи мање тврђаве, Нобунага је 12. и 13. септембра на јуриш освојио главне замкове породице Сасаи (Мицукури и Канонђи), после чега су Сасаи Јотеи и његови синови побегли, а остале њихове присталице предале се на милост и немилост. Узевши од њих таоце, Нобунага им је оставио поседе, заузевши тако целу провинцију за само 3 дана, и послао гласнике по Јошиакија.  28. септембра Нобунага је прешао реку Катсура западно од Кјота и напао замак Шорјуђи, коју је држао Иванари Томомичи (један од Мијоши тријумвирата). који се после кратке борбе (око 50 мртвих) сутрадан предао на милост и немилост. Мијоши Нагајуки и Хосокава Нобујоши, који су држали замак Акутагава, побегли су ноћу 30. септембра, и Нобунага и Јошиаки заузели су тврђаву без борбе. Последњи отпор на путу за Кјото пружио је Икеда Кацумаса у замку Икеда који се предао после тешке, али кратке борбе 2. октобра. Матсунага Хисахиде, главни присталица клана Мијоши и гувернер Кјота, покорио се Нобунаги без борбе. У наредне две недеље, сви великаши из Пет домаћих провинција (тзв. Кинај - провинције Јамаширо, Јамато, Кавачи, Изуми и Сетсу) и две суседне провинције Оми и Изе признали су Нобунагину власт и предали таоце за верност. До 14. октобра 1568. Јошиаки се вратио у Кјото и сместио у храму Хонкокуђи, а већ 18. октобра је у царској палати званично проглашен за шогуна. Нобунагина војска ушла је у престоницу дисциплиновано и без инцидената, а присталице Мијоши тријумвирата које су се још држале напустиле су Домаће провинције у наредних 10 дана.

## У изгнанству
Док су чланови Мијоши тријумвирата и њихове присталице избегле на острво Шикоку, неки чланови клана Мијоши покорили су се Нобунаги. Стварна власт у седам провинција, које су признале власт шогуна  до краја октобра 1568, припадала је Нобунаги: 25. октобра Нобунага се опростио од шогуна и вратио се у Гифу.
Пошто се Нобунагина војска вратила у Мино, Мијоши тријумвири су 5. јануара 1569. напали Кјото са преко 10.000 ронина из јужних области (међу којима су били Саито Тацуоки и Нагаи Хајато). Пошто град није био утврђен, Јошиаки је опкољен у својој резиденцији у храму Рокуђо (у јужном делу града), али су његове присталице (које су предводили Хосокава Фуђитака, Ода Сакон и Акечи Мицухиде) одбиле напад на храм,  а неочекивану помоћ пружили су шогунови дојучерашњи непријатељи Мијоши Нагајуки, Хосокава Нобујоши и Икеда Кацумаса, чији је напад из позадине разбио нападаче. На вести о овом нападу, Ода Нобунага се за три дана вратио у Кјото, и одлучио да подигне шогуну тврђаву у престоници, на месту изгореле палате Буеи, где је погинуо шогун Јошитеру: тако је до 14. априла у рекордном року под Нобунагиним надзором подигнут замак Нови Ниђо, који је остао Јошиакијева резиденција све до 1573.
Јула 1570. Мијоши тријумвири, Саито Тацуоки и Хајато су подигли против Нобунаге око 8.000 ронина са острва Шикоку и утврдили се код Осаке, где се налазила престоница тада најпопуларније будистичке секте у Јапану, познате као Џодо-шиншу или Права школа чисте земље: Нобунагин напад на оближња утврђења побуњеника довео га је до сукоба са наоружаним верницима ове секте (милитантни покрет верника познат као Ико-Ики) , чиме је почео Нобунагин рат против Ико-Икија који је потрајао пуних 10 година (1570-1580). 